# Juan Garin

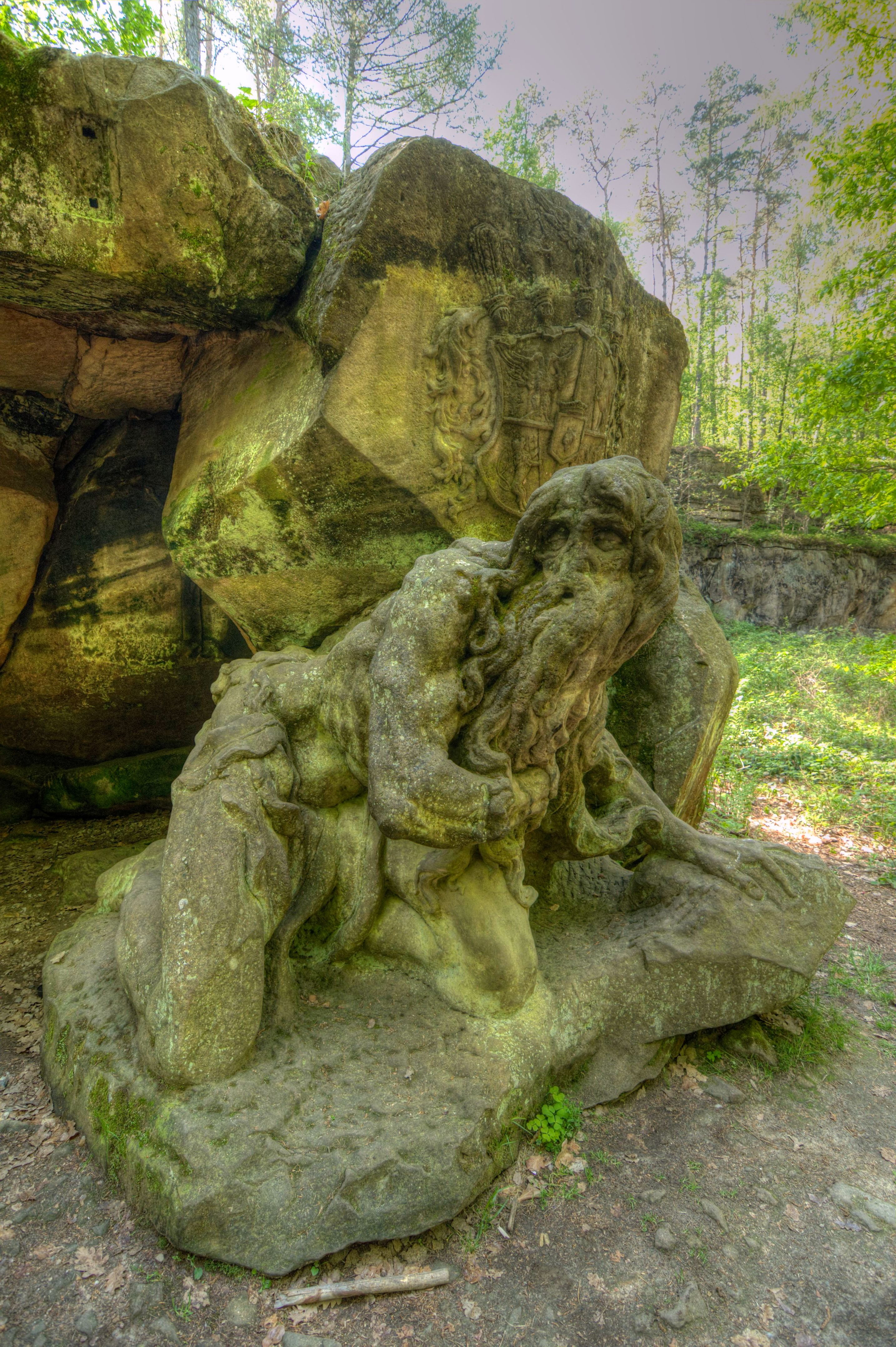
Juan Garin u Kuksu

Juan Garin (Garinus, katalánsky Joan Garí) je legendární poustevník, který měl žít na hoře Montserrat.
Podle legendy inspirován ďáblem usmrtil dívku Rikildu. Svého činu pak litoval a uložil si pokání, že se bude plazit jako zvíře po zemi, bez šatů a nikdy nevzhlédne k nebi. Žil v jeskyni a po čase jej zde vyslídili psi hraběte Vinifreda, otce zavražděné. Garinovi se pak dostalo odpuštění od Boha a dívka byla vzkříšena. Na místě jejího hrobu byl postaven klášter Montserrat a Rikilda se stala jeho první abatyší.
V Česku je známé zpodobnění Juana Garina v Novém lese u Kuksu (Betlémě) z dílny Matyáše Bernarda Brauna. Zobrazuje jej před (uměle vytvořenou) jeskyní, v okamžiku jeho vypátrání psy.